# Kazimierz Ożóg
Kazimierz Ożóg (ur. 1952 w Sokołowie Małopolskim) – polski profesor nauk humanistycznych, obecnie pracujący na Uniwersytecie Rzeszowskim.

## Życiorys
W latach 1976–1990 pracował na Uniwersytecie Jagiellońskim, a w latach 1990–1994 na Université Charles-de-Gaulle Lille 3 pod kierunkiem prof. Daniela Beauvois. W 2005 był członkiem Komitetu Honorowego Poparcia Lecha Kaczyńskiego jako kandydata na urząd Prezydenta RP.
Od 2019 razem z Adamem Bieniasem prowadzi na antenie TVP3 program Moda na język polski.
Wszedł w skład komitetu wspierającego kandydaturę Karola Nawrockiego na prezydenta RP w wyborach w 2025.

## Wykształcenie
Jest absolwentem Uniwersytetu Jagiellońskiego. Doktorat zdobył w 1982, natomiast habilitację w 1991. Jako rozprawę habilitacyjną zgłosił publikację Leksykon metatekstowy. W 2003, decyzją Prezydenta RP, otrzymał tytuł naukowy profesora nauk humanistycznych.

## Publikacje
- Zwroty grzecznościowe współczesnej polszczyzny mówionej (1990)
- Leksykon metatekstowy współczesnej polszczyzny mówionej (1990)
- Wspomnienia emigranta polskiego z północnej Francji (1994, współautor opracowania)
- Kokakola jest spoko. Polszczyzna przełomu XX i XXI w. (2001)